# Gare du Pallet
Gare du Pallet vasútállomás Franciaországban, Le Pallet településen.

## Vasútvonalak
Az állomást az alábbi vasútvonalak érintik:
- Nantes–Saintes-vasútvonal

## Kapcsolódó állomások
A vasútállomáshoz az alábbi állomások vannak a legközelebb:
- Gare de La Haye-Fouassière
- Gare de Gorges